# Les Marches qui craquent
Pour plus de détails, voir Fiche technique et Distribution.
Les Marches qui craquent (Creaking Stairs) est un film américain muet, réalisé par Rupert Julian, sorti en 1919.

## Synopsis
Dearie Lane aime Fred Millard, mais elle refuse d'abord son offre de mariage, s'étant éprise de Mark Winfield, un homme de mauvaise réputation. Elle lui expose la situation, Fred s'en accommode et ils finissent par se marier. Pendant un certain temps, ils vivent heureux dans une maison modeste. Mais la situation devient complexe lorsque Winfield, propriétaire de la maison, passe percevoir un loyer en souffrance et meurt subitement. Dearie, craignant que Fred ne comprenne pas ce qui s'est réellement passé, va cacher la réalité des faits à Fred.

## Fiche technique
- Titre original : Creaking Stairs
- Titre français : Les Marches qui craquent
- Réalisation : Rupert Julian
- Scénario : Rupert Julian, Evelyn Campbell
- Production : Carl Laemmle
- Société de production : Universal Film Manufacturing Company
- Photographie : Ed Kull

## Distribution
- Mary MacLaren : Dearie Lane
- Herbert Prior : Mark Winfield
- Jack Mulhall : Fred Millard
- Clarissa Selwyn	: L'acheteuse
- Lucretia Harris : Elsie